# Херман Карті
Херман Карті (ісп. Germán Carty, нар. 16 липня 1968, Сан-Вісенте-де-Каньєте) — перуанський футболіст, що грав на позиції нападника, зокрема за клуби «Спорт Бойз» та «Сьенсіано», а також за національну збірну Перу.

## Клубна кар'єра
У дорослому футболі дебютував 1988 року виступами за команду «Коронель Болоньесі», в якій того року взяв участь у 5 матчах чемпіонату. Згодом пограв за декілька інших перуанських команд, зокрема за «Спорт Бойз» у 1991–1994 роках.
Згодом у 1996–1998 роках грав у Мексиці за «Атланте» і «Ірапуато», після чого пограв на батьківщині за «Спортінг Крістал» та в Болівії за «Блумінг».
У 2002–2004 роках захищав кольори «Сьенсіано», у складі якого 2003 року став володарем Південноамериканського кубка, причому сам Карті із шістьма голами став найкращим бомбариром його розіграшу. Наступного року команда також виграла Рекопу Південної Америки.
2005 року став гравцем команди «Альянса Ліма», а протягом наступного десятиріччя встиг пограти ще за десяток перуанських клубних команд, останньою з яких був «Атлетіко Мінеро», за який гравець виступав протягом 2014—2015 років.

## Виступи за збірну
1993 року дебютував в офіційних матчах у складі національної збірної Перу.
У складі збірної був учасником розіграшу Кубка Америки 1993 року в Еквадорі та розіграшу Кубка Америки 1995 року в Уругваї.
Загалом протягом кар'єри в національній команді, яка тривала 12 років, провів у її формі 25 матчів, забивши 3 голи.

## Титули і досягнення

### Командні
- Володар Південноамериканського кубка (1):

«Сьенсіано»: 2003
- Переможець Рекопи Південної Америки (1):

«Сьенсіано»: 2004

### Особисті
- Найкращий бомбардир Південноамериканського кубка (1):

2003 (6 голів)